# Draveil
Draveil [d̪ʁavɛj] ist eine französische Stadt und Gemeinde mit 29.824 Einwohnern (Stand 1. Januar 2022) im Département Essonne in der Région Île-de-France. Sie gehört zum Arrondissement Évry, ist der Hauptort des Kantons Draveil und der Sitz des Bistums Évry-Corbeil-Essonnes.
Die Siedlung wurde auf der landwirtschaftlich genutzten und bewaldeten Hochebene der Brie und dem Tal der Seine schon in der Jungsteinzeit gegründet und hat eine bewegte Geschichte: Nach der gallo-romanischen Periode wechselten sich mächtige Abteien und Landadlige im Besitz ab, bis im 19. Jahrhundert hier ein Ferienzentrum des Bürgertums entstand; der Ort wurde zum Mittelpunkt der Künstler und Wissenschaftler von Paris. Ab den 1920er Jahren wurden Grundstücke zur Verfügung gestellt, auf denen kleine Einfamilienhäuser errichtet wurden, woraus sich dann die erste Gartenstadt Frankreichs entwickelte. Während der 1960er Jahre entstanden dann die großen Wohnsiedlungen. Heute ist die Gemeinde eine Wohnstadt in angenehmer Umgebung zwischen dem Forêt de Sénart und den Ufern der Seine, beliebt wegen der Freizeiteinrichtung Île de loisirs du Port-aux-Cerises.
Die Einwohner werden Draveillois genannt.

## Geografie

### Lage
| Art der Belegung           | Prozentsatz | Fläche (in Hektar) |
| -------------------------- | ----------- | ------------------ |
| bebaute Fläche             | 35,1 %      | 559,25             |
| freie Fläche               | 11,6 %      | 185,30             |
| landwirtschaftlich genutzt | 53,3 %      | 850,34             |
| Quelle : Iaurif            |             |                    |

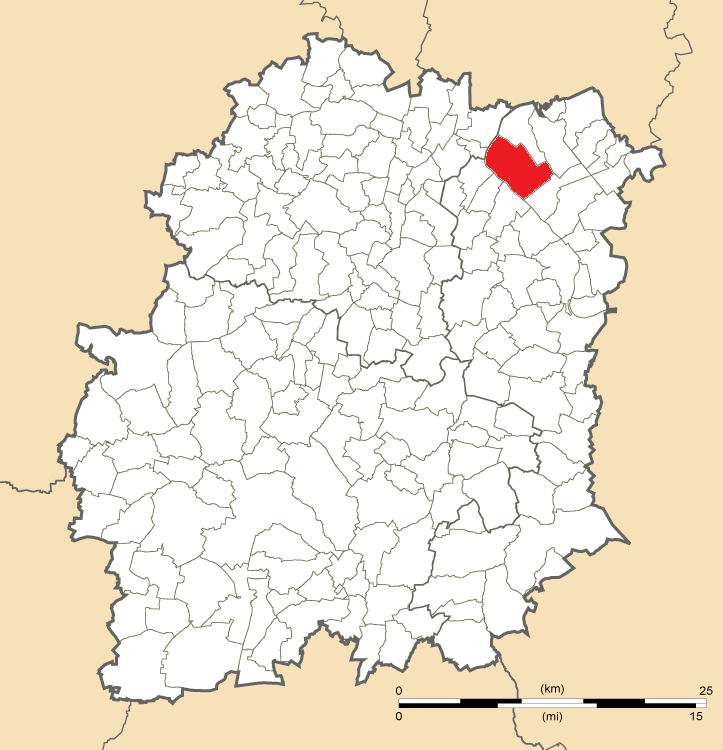
Lage von Draveil im Département Essonne

Draveil liegt im Nordwesten des Département Essonne und ist völlig in das Pariser Siedlungsgebiet an der östlichen Grenze der Île-de-France zur französischen Brie integriert. Die Gemeinde umfasst ein nahezu rechtwinkliges Gebiet von 1,575, das weitgehend bäuerlich (zu 53,90 %) geblieben ist; hiervon werden 0,677 vom Forêt de Sénart bedeckt und nur 34,57 % sind bebaut. Das Institut national de l’information géographique et forestière legt als geographische Koordinaten folgende Punkte als territorialen Mittelpunkt fest: 48° 41′ 11″ N, 2° 24′ 41″ O. Die Seine hat ein langes Ufer im Westen, wobei ihr ursprüngliches Bett viele kleine Seen (Teiche) gebildet hat, die zusammen mit den Bächen und den Entwässerungskanälen des Forêt de Sénart eine Wasserlandschaft bilden. Das Stadtgebiet liegt zwischen der Hochebene der Brie und dem Tal der Seine und steigt nach Südosten leicht an: Der höchste Punkt liegt bei 87 m und der tiefste bei 32 m. Die Stadt hat keinen direkten Bahnanschluss, ist aber doch ein Straßenkreuzungspunkt, denn drei Departementstraßen führen durch das Zentrum (RD 31, RD 448 und RD 931) und zwei Straßenbrücken überqueren hier die Seine. Die ausgedehnte Kleinstadt Draveil verfügt am Rande noch über Freiflächen, die sich im Süden nach Mainville und Champrosay erstrecken, hinzu kommen noch bestimmte Stadtviertel, Freiflächen und Grundstücke für Einfamilienhäuser.
Die Gemeinde liegt 20 Kilometer Luftlinie südöstlich von der Pariser Kathedrale Notre Dame, dem Punkt, an dem alle Straßen Frankreichs ihren Anfang nehmen, sechs Kilometer nordwestlich von Évry, 13 Kilometer südöstlich von Palaiseau, 34 km nordöstlich von Étampes, 10 km nordwestlich von Corbeil-Essonnes, 11 km nordöstlich von Montlhéry, 16 km nordöstlich von Arpajon, 23 km nordöstlich von La Ferté-Alais, 32 km nordwestlich von Milly-la-Forêt und 34 km nordöstlich von Dourdan.

### Hydrographie

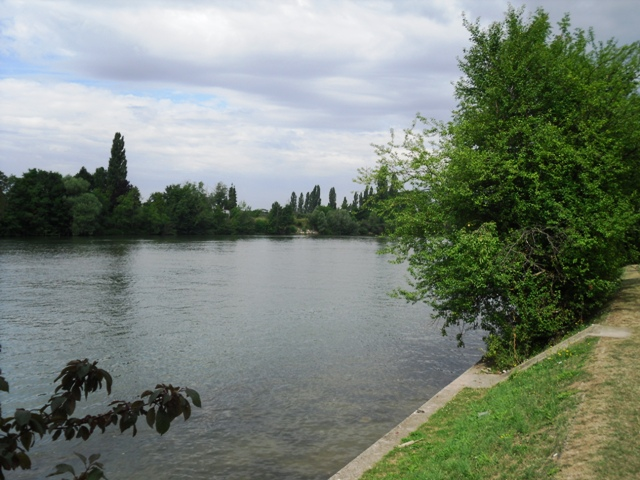
Die Seine bei Champrosay

Ein großer Teil der Gemeinde liegt an einer Seineschleife, die ein sieben Kilometer langes Ufer zwischen Soisy-sur-Seine (flussaufwärts) und Vigneux-sur-Seine (flussabwärts) bildet. Im Osten des Forêt de Sénart fließt der Bach Maupertuis am Rande der Gemeinde und speist mit einigen Wassergräben mehrere kleine Teiche und Weiher. Entlang des Flusses bildet ein Geflecht von kleinen Seen eine natürliche Basis für ein regionales Erholungsgebiet: im Norden Étang des Mousseaux, der Étang Laveyssière, die Sandgrube und der Étang des Mazières im Süden. Mehrere Hafenanlagen wurden eingerichtet: Port aux Dames, Port aux Malades im Süden. Es gibt Teichanlagen in den Schlossgärten von la Folie, Villiers und Sables.

### Relief und Geologie
Das Gebiet von Draveil liegt im Tal der Seine und steigt von 32 m ü. NN in Flussnähe bis auf 87 m ü. NN auf der Anhöhe, die im Südwesten vom Forêt de Sénart bedeckt ist.
Im Süden hat das Gelände ein relativ steiles Gefälle zum Dorf Champrosay bis zur 34 m ü. NN am Ufer der Brücke, nur etwa 2,6 km entfernt vom Geschäftszentrum. Im Norden ist der Höhenunterschied zum Weiler Mainville nur schwach, da er auf einer Höhe von 80 m ü. NN liegt und sich leicht im Westen und Norden zum Fluss hin neigt. Draveil liegt im Pariser Becken und hat einen charakteristischen Untergrund: Mühlstein, quarz, Schluff, Ton und Kalkstein; der Boden ist damit als natürliches Wasserreservoir gut geeignet.

### Angrenzende Gemeinden
Draveil grenzt an mehrere andere Gemeinden. Dabei bildet die Seineschleife eine natürliche Grenze mit den Ortschaften Athis-Mons im Nordwesten, Viry-Châtillon und Juvisy-sur-Orge im Westen, Grigny im Südwesten und Ris-Orangis im Süden. Im Südosten markieren Straßen (La Route Neuve, die Forststraße der Eichen des Priors, die Forststraße der Espen) die Grenze zu Soisy-sur-Seine, im Osten grenzt die Forststraße von Maupertuy Draveil von Montgeron ab und im Nordosten ist es die Forststraße Pierreuse (die Steinige), die Rebsortenstraße und die Heckenrosenstraße nach Vigneux-sur-Seine hin.
| Athis-Mons                       | Vigneux-sur-Seine | Vigneux-sur-Seine |
| Viry-Châtillon & Juvisy-sur-Orge |                   | Montgeron         |
| Grigny (Essonne)                 | Ris-Orangis       | Soisy-sur-Seine   |

### Klima
Da Draveil in der Île-de-France liegt, profitiert der Ort vom Seeklima mit abgeschwächter Winterkälter und milden Sommern sowie regelmäßigen Regenfällen übers Jahr. Im Jahresdurchschnitt herrscht eine Temperatur von 10,8 °C (min. 6,4 °C, max. 15,2 °C). Die normalen Temperaturen im Juli steigen auf etwa 24,5 °C und fallen im Januar auf 0,7 °C; Rekordtemperaturen gab es am 1. Juli 1952 mit 38,2 °C und am 17. Januar 1985 mit −19,6 °C. Es ist wohl der Bevölkerungsdichte geschuldet, dass sich eine Temperaturdifferenz von eins bis zwei Grad Celsius zwischen Paris und dem Vorort bemerkbar machen. Die Anzahl der Sonnentage entspricht etwa der in der Gegend der nördlichen Loire mit 1 798 Stunden pro Jahr. Der Niederschlag verteilt sich auf das Jahr und erreicht insgesamt 598,3 mm Regen bei einem monatlichen Durchschnitt von 50 mm.
|                       | Jan  | Feb  | Mär  | Apr  | Mai  | Jun  | Jul  | Aug  | Sep  | Okt  | Nov  | Dez  |   |       |
| Mittl. Tagesmax. (°C) | 6,1  | 7,6  | 11,4 | 14,6 | 18,6 | 21,8 | 24,5 | 24,2 | 20,8 | 15,8 | 9,9  | 6,8  | ⌀ | 15,2  |
| Mittl. Tagesmin. (°C) | 0,7  | 1    | 2,8  | 4,8  | 8,3  | 11,1 | 13   | 12,8 | 10,4 | 7,2  | 3,5  | 1,7  | ⌀ | 6,5   |
|                       |      |      |      |      |      |      |      |      |      |      |      |      |   |       |
| Niederschlag (mm)     | 47,6 | 42,5 | 11,4 | 45,6 | 53,7 | 51   | 52,2 | 48,5 | 55,6 | 51,6 | 54,1 | 51,5 | Σ | 565,3 |
|                       |      |      |      |      |      |      |      |      |      |      |      |      |   |       |
| Sonnenstunden (h/d)   | 59   | 89   | 134  | 176  | 203  | 221  | 240  | 228  | 183  | 133  | 79   | 53   | ⌀ | 150,1 |

| 0,7 |

| 1 |

| 2,8 |

| 4,8 |

| 8,3 |

| 11,1 |

| 13 |

| 12,8 |

| 10,4 |

| 7,2 |

| 3,5 |

| 1,7 |

| 0,7 |

| 1 |

| 2,8 |

| 4,8 |

| 8,3 |

| 11,1 |

| 13 |

| 12,8 |

| 10,4 |

| 7,2 |

| 3,5 |

| 1,7 |

| N i e d e r s c h l a g | 47,6 | 42,5 | 11,4 | 45,6 | 53,7 | 51  | 52,2 | 48,5 | 55,6 | 51,6 | 54,1 | 51,5 |
|                         | Jan  | Feb  | Mär  | Apr  | Mai  | Jun | Jul  | Aug  | Sep  | Okt  | Nov  | Dez  |

### Verkehrswege

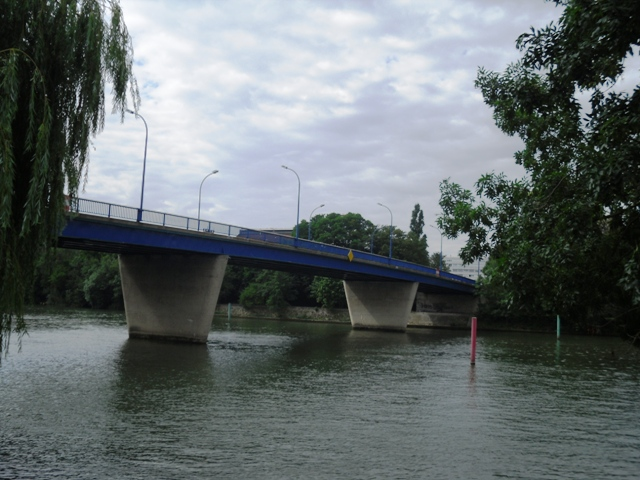
Brücke bei Champrosay

Die Seine, die hier einen weite Schleife im Westen bildet, ist eine historische Grundlage der Binnenschifffahrt in der Gemeinde. Des Weiteren gibt es hier eine Flusswerft und eine Marina. Auf dem Gebiet von Draveil gibt es zwei der fünf Straßenbrücken des Départements, und zwar die Brücke nach Ris-Orangis im Süden und, flussaufwärts, die Brücke der Première armée française nach Juvisy-sur-Orge. Diese Brücken, wie auch einige der wichtigen Hauptverkehrsstraßen im Département, verbinden das Zentrum mit der RN 7 in Juvisy-sur-Orge. Die RD 931 (nach Juvisy) heißt Boulevard général de Gaulle. Weitere Durchgangsstraßen sind die RD 448 (Nord-Süd-Verbindung), die RD 31 nach Ris-Orangis.
All diese Straßen dienen auch einem dichten Netz von Buslinien: Mobilien 191.100; Albatrans 91.09; RD und Zwischen den Tälern (Inter-Vals) von Réseau de bus Seine Sénart Bus 501, 11L, 12, 13, 14, 16, 17, 18, 19; Noctilien N 135. Diese Busnetze kompensieren in etwa das Fehlen eines Bahnhofs. Die nächstgelegenen Bahnhöfe sind die von Vigneux-sur-Seine und Athis-Mons mit der Linie D der RER sowie der von Juvisy mit der Linie C der RER und dem TGV-Netz. Schließlich gibt es noch die Flughäfen: Paris-Orly liegt 6 km südöstlich und Paris-Charles-de-Gaulle ist im Südwesten 37 km entfernt.

### Ortschaften und Stadtteile

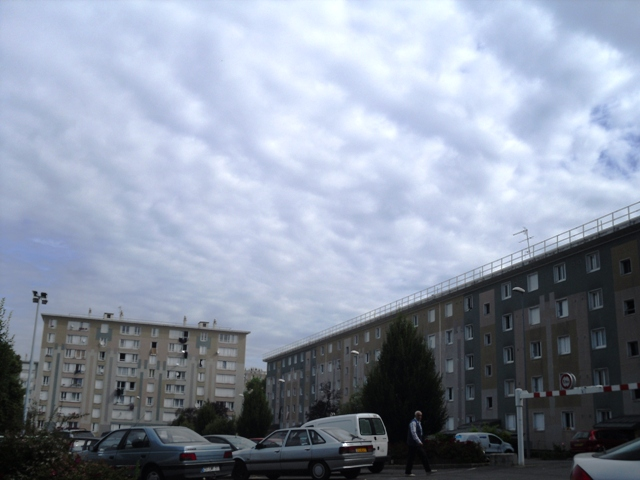
Stadtteil Les Bergeries

Das Gebiet von Draveil ist ziemlich ausgedehnt und umfasst mehrere Stadtviertel und Weiler. Im Süden befindet sich der Weiler Champrosay und im Osten kommt durch die Verstädterung Mainville hinzu. Verschiedene Viertel umgeben den Kern der Altstadt: Im Norden Les Mousseaux, la Plaine des Sables, und les Acacias; im Osten l'Orée de Sénart, die Siedlung Château de la Folie und oberhalb von Vigneux-sur-Seine les Bergeries; im Südosten l'hôpital Joffre-Dupuytren, das für sich gesehen schon eine kleine Stadt in der Stadt bildet; im Süden le domaine du Château de Villiers, l'Orme des Mazières und la cité Danton; im Weiler von Champrosay liegt das quartier des Chéminots; im Westen la Villa Draveil und im Nordwesten le quartier de Paris-Jardin. Mehrere alte Ortsbezeichnungen haben überlebt: Im Südosten les Pampoux und le Belvédère, im Süden le Rôle, am Rand der Seine les Monesse, la Coulette und der Port Saint-Victor (flussaufwärts) und der Port aux Dames (flussabwärts). Unter den Stadtvierteln gibt es drei, die in die Kategorie ZUS fallen: les Bergeries, L’Orme des Mazières et Danton und Brossolette das zur städtischen Renovierung vorgesehen ist. Die Stadtverwaltung ihrerseits teilt die Stadt in 12 Bezirke ein: le centre-ville, le domaine de Villiers, les cités Danton et Paris-Jardin, la Villa, Mazières, Champrosay, Brossolette, Mainville, les Bergeries. et la Plaine des Sables. Die Insee teilt die Stadt in 12 für die statistische Information zusammengefasste Räume ein.

## Ortsnamenforschung
Auf einer Geldmünze der Merovingerzeit, Draverno, dann in 635, Dravernum in Brigeio, Dravernum dann Dravellum im XII. Jahrhundert, Dravolium, Dravel in 1196, Dravern, Dravert, Dravet, um schließlich im XIII. Jahrhundert die aktuelle Form zu finden. Die Gemeinde selbst wurde unter ihrem derzeitigen Namen 1793 gegründet.
Draveil oder Dravernum kommt von dem keltischen Wort drean, „épine (Dornenstrauch)“.

## Geschichte

### Anfänge
Die Anwesenheit von Menschen während der neolithischen Periode wird einerseits durch die Entdeckung des Menhirs La Pierre à Moussedaux bewiesen, den man auf das 4. Jahrtausend v. Chr. schätzt, und andererseits durch den Fund von Werkzeugen und Waffen aus Feuerstein in Mainville. Die Gallier nannten den Ort Dracvern, was so viel bedeutet wie der ‚Geist der Erlen‘ (l’esprit des Aulnes). Die Römer gaben dem Ort den Namen Dravernum. In der merovingischen Epoche war hier eine Prägeanstalt, die Drittel der Goldsou unter dem Namen Draverno herstellte; diese werden heute im Cabinet des Médailles der Bibliothèque nationale de France aufbewahrt.

### Kirchliche und weltliche Herrschaften
Die erste schriftliche Erwähnung des Ortes datiert aus der Regierungszeit Dagobert I. Er vermachte das Gebiet bei seinem Tod an die Basilika Saint-Pierre, die zur Abtei Sainte Geneviève von Paris gehörte. Im Jahr 732 brachte der Abbé Trotbalde die Reliquien des Hilarius von Poitiers nach Dravern.
1093 wurde der Ort zwischen der Abtei Ste. Geneviève de Paris und den laizistischen Edelleuten Hugues de Draveil oder, im XII. Jahrhundert, Robert de Dravello. In dieser Zeit gehörte der Bauernhof von Champrosay dem Pariser Hôtel-Dieu und versorgte es über die Seine und durch den Hafen Port aux Malades. Seit dem Mittelalter wird das Gebiet in drei Weiler aufgeteilt: Die Kleinstadt, die sich aus der Abtei Saint-Louis de Poissy entwickelte, Champrosay vom Pariser Hôtel-Dieu und Mainville, wo die Winzer und Holzfäller wohnten.
Im XIII. Jahrhundert wurde die Ermitage de Notre-Dame-de-Consolation (Essonne) im Forêt de Sénart gegründet.
1481 baute die Familie der Rouvres das erste Schloss der Bergeries. Der Wiederaufbau der Kirche des Saint Rémi wurde 1547 vollendet.
Stadt und umgebende Ländereien wurden 1720 an Charles Marin de La Haye übertragen, der das Schloss von Draveil erbauen ließ. Im 18. Jahrhundert war der Forêt de Sénart ein Treffpunkt für die königlichen Jagden; hier traf Ludwig XV. die Dame, die später Madame de Pompadour wurde. Im Jahr 1783 ließ Graf Marc Marie Marquis de Bombelles das Schloss Villiers bauen. 1786 wurde die Kirche Saint-Rémi neu gebaut. 1827 wurde die Bergerie an die Krone verkauft. König Karl X. (Frankreich) entschied daraus eine Seidenraupenzuchtanstalt zu machen.
1838 wurde die Feuerwehr Draveil gegründet. Die privilegierte Lage der Gemeinde zwischen Wald und Fluss führte in Draveil zu einem bevorzugten Erholungsziel bei der Pariser Bourgeoisie, die große Häuser und Villen auf Grundstücken des Viertels Villa bauen ließ (zwischen 1867 und 1890). Zwischen 1858 und 1861 wurde die Kapelle der heiligen Helena errichtet. 1862 wurde der Glockenturm der Kirche Saint-Rémi errichtet. Der Sandabbau in den Seen von Laveyssière und Mousseaux begann 1869. Der Reblausbefall brachte 1890 den Weinbau in Champrosay zum Erliegen. 1894 wurde das Lehrkrankenhaus Marie-Auxiliatrice eröffnet, das zunächst für an Anämie erkrankte Mädchen bestimmt war. 1894 wurde die erste Seinebrücke gebaut, die von der französischen Armee 1940 zerstört wurde. Das zweite Rathaus wurde 1898 errichtet; dort wurde dann das Tourismusbüro (französisch Office de tourisme) untergebracht.

### Der Streik von 1908
Als Folge der heftig unterdrückten Streikwelle der Bergarbeiter im Juni 1908 nimmt die Gemeinde einen bemerkenswerten Platz in der Sozialgeschichte des 19. und 20. Jahrhunderts ein: Der Streik richtet sich gegen eine Unterbezahlung für ihre gefährliche Arbeit. Die Ereignisse von Draveil werden heute als ein für die französische Arbeiterbewegung historisch wichtiges Ereignis angesehen, denn sie führten zu einer zentralen Gegnerschaft zwischen der Regierung Georges Clemenceau und der CGT. Aus der Auseinandersetzung ging die CGT geschwächt hervor, was allgemein für die Krise der französischen Gewerkschaftsbewegung verantwortlich gemacht wird.

### Weitere Entwicklung
Auf Initiative der „Genossenschaft für billigen Wohnraum“ (Société anonyme coopérative à capital variable d’habitations à bon marché) wurde die erste Gartenstadt Frankreichs gegründet, aus der Paris-Jardins wurde. Für die Feuerwehr baute man 1923 ein neues Feuerwehrhaus. 1926 erwarb die Gesellschaft Le Sanatorium des Cheminots die Villa Kermina um eine Heilanstalt darin einzurichten. Die Markthalle wurde 1934 gebaut, und die Post entstand 935. Nach dem Zweiten Weltkrieg wurde aus dem Château des Bergeries nacheinander eine Offiziersschule, eine Privatschule und ist heute Schule der nationalen Polizei. Während des Zweiten Weltkriegs hat das Ehepaar Georges und Germaine Durand den Verfolgten Schutz geboten, was ihnen 1997 den Titel Gerechter unter den Völkern der Gedenkstätte Yad Vashem einbrachte.
Als Folge der Trente Glorieuses und der bedrückenden Lage auf dem Bausektor wurden neue Viertel errichtet: 1958 Villiers, Danton, Brosselette, les Mazières und 1966 les Bergeries, später kam noch les berges de la Seine hinzu. Die katholische Privatschule Notre-Dame wurde 1952 eröffnet. 1963 kaufte die Stadt das Maison Chapuis und richtet dort das Rathaus ein. 1967 wurde das Krankenhaus Joffre-Dupuytren eröffnet und am 19. März des gleichen Jahres wurde die Chapelle Notre-Dame-de-la-Paix eingeweiht. Am 25. April 1970 wurde die Pont de la Première Armée française eingeweiht. Die Gemeinde leistet sich 1989 ein Theater.

## Demografie

### Demografische Entwicklung
Die Gemeinde Draveil zählte bei ihrer Gründung 1793 schon 967 Einwohner und bildet somit eine relativ gewichtige Kleinstadt mit zunehmender Bevölkerungszahl. Die Marke von 1.000 Einwohnern wurde 1800 überschritten, 1.500 waren es dann 40 Jahre später und 2.000 in den goldenen Jahren des 20. Jahrhunderts, und das trotz dem herben Verlustes von nahezu 200 Einwohnern während des Deutsch-Französischen Kriegs 1870/71. Zu Beginn des 19. Jahrhunderts gab es durch die Einrichtung der Gartenstädte und dem Zuwachs an Arbeitern für die lokale Industrie einen gewaltigen Bevölkerungszuwachs: Die Bevölkerung nahm von 2.500 Einwohnern im Jahr 1901 innerhalb von 20 Jahren auf fast 4.000 zu und hatte am Beginn des Zweiten Weltkriegs (1936) schließlich 10.000 Einwohner. Ein erneuter Zuwachs begann unmittelbar nach dem Waffenstillstand durch den Zufluss aus der Provinz und von Immigranten in die neuen Wohnviertel. Nachdem die Marke von 25.000 Einwohnern 1968 überschritten wurde, gab es einen relativen Stillstand in den Jahren von 1975 bis 1982, um dann wieder leicht anzusteigen bis zum Höhepunkt 2006 mit 20.736 Einwohnern. 1999 betrug der Anteil der ausländischen Bevölkerung nur 6,4 %, davon 2,2 % Portugiesen, 0,7 % algerischen und marokkanischen Ursprungs, 0,5 % Italiener und 0,2 % aus Spanien, Tunesien und der Türkei.
Im Jahr 2012 hatte die Gemeinde 29.063 Einwohner. Der Bevölkerungszuwachs bestätigte sich bei jeder Volkszählung, wie sie regelmäßig seit 1793 durchgeführt werden. Seit dem 21. Jahrhundert wird die Volkszählung in Gemeinden mit mehr als 10.000 Einwohnern jedes Jahr per Stichprobe durchgeführt, während bei kleineren Gemeinden alle 5 Jahre eine Erhebung stattfindet.

### Altersstruktur
Der Vergleich der Altersstruktur von Draveil mit der im Département de l'Essonne zeigt eine Ähnlichkeit in der Verteilung der Altersklassen. Es zeigt sich jedoch ein stärkerer Anteil der 4 Kategorien der Älteren, während bei den jüngeren zwischen 15 und 40 Jahren der Anteil geringer ist, besonders ausgeprägt beim Frauenanteil. Diese Situation erklärt sich aus der Tatsache, dass in der Gemeinde mehrere Einrichtungen für ältere Menschen bestehen. 1999 lag jedoch der Bevölkerungsanteil der Menschen unter 25 Jahren bei 31,8 %.
| Männer | Alterstufe  | Frauen |
| ------ | ----------- | ------ |
| 0,3    | 90 ans ou + | 0,8    |
| 4,4    | 75 à 89 ans | 6,7    |
| 11,3   | 60 à 74 ans | 11,9   |
| 19,9   | 45 à 59 ans | 20,0   |
| 21,9   | 30 à 44 ans | 21,4   |
| 20,6   | 15 à 29 ans | 19,2   |
| 21,7   | 0 à 14 ans  | 20,0   |

## Politik und Verwaltung
Die Gemeinde Draveil ist der Chef-lieu des Kantons Draveil und wird von den Départementräten Aurélie Gros (UMP) und Georges Tron (UMP) vertreten; Draveil gehört zum Arrondissement Évry und zum Neunten Wahlbezirk von Essonne, der wiederum vom Abgeordneten der französischen Nationalversammlung Thierry Mandon (PS) vertreten wird. Der Bürgermeister von Draveil, Georges Tron (UMP), sitzt einem Gemeinderat vor, der aus 35 Gemeinderäten besteht: Die Mehrheit hat die UMP mit 29 Abgeordneten, die Opposition bilden die PS mit 3, die PCF mit 2 und die MoDem mit einem Abgeordneten. Ihm zur Seite stehen 9 Beigeordnete/Bürgermeister und 5 Ehrenamtliche Beigeordnete. Bei der INSEE wird die Gemeinde unter dem Code INSEE 91 2 29 201 geführt. Draveil wird im Verzeichnis répertoire des entreprises unter dem Code SIREN 219 102 019 geführt. Die (wirtschaftlichen) Aktivitäten der Stadt werden unter dem Code APE8411Z registriert.
2009 verfügte die Stadt über ein Budget von 38.705.000 €, wovon 32.492.000 € für den laufenden Haushalt und 6.213.000 € für Investitionen vorgesehen waren. Die Finanzierung erfolgte mit 34,73 % aus lokalen Steuern, die sich aus folgenden Quellen ergeben: 14,85 % aus der Wohnraumsteuer, 15,3 % und 37,41 % aus der Grundsteuer auf bebaute und unbebaute Grundstücke und 14,86 % aus einer Gewerbesteuer, die vom Gemeindeverbund festgelegt wird. im gleichen Jahr belief sich die Verschuldung der Gemeinde auf 21.595.000 €. 2009 gab es auf dem Gemeindegelände 3 196 Wohnungen im sozialen Wohnungsbau, die von 10 sozialen Einrichtungen verwaltet werden, was 28 % des Bestands ausmacht, also weit über die 20 %, die das Gesetz Loi SRU vorschreibt.
Die Gemeinde ist Gründungsmitglied (im Jahr 2002) der Communauté d’agglomération Val de Seine, an die sie folgende Zuständigkeiten abgegeben hat: Wirtschaftsförderung, Raumordnung, soziale Ausgewogenheit der Besiedlung, städtische Sozialpolitik, Beschäftigungspolitik, Verantwortung für den öffentlichen Verkehr, die Trinkwasserversorgung, die Müllabfuhr, ferner sind kulturelle und sportliche Einrichtung unter die übergeordnete Verwaltung gestellt worden, sowie der Schutz der Natur und der Kulturgüter. Draveil ist außerdem Mitglied beim Syndicat mixte Orge-Yvette-Seine und beim Syndicat mixte pour la revaloritation et l'élimination des déchets et ordures ménagères.

### Liste der Bürgermeister
Seit der ersten Wahl im Jahr 1789 gab es 39 Bürgermeister in Draveil:

### Schulwesen

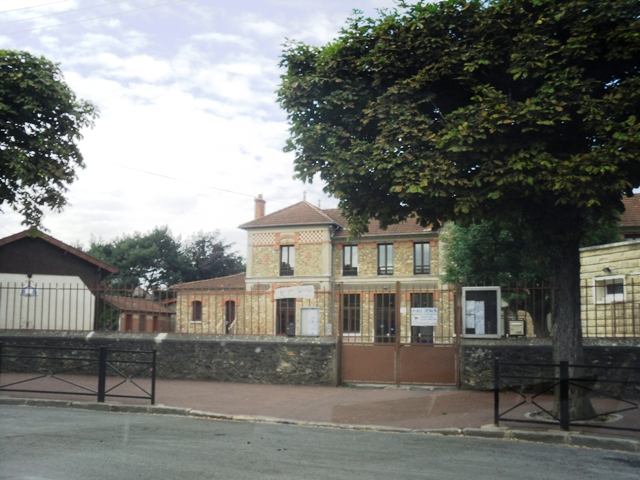
Schule Notre-Dame

Die Schulen in Draveil unterstehen der Aufsicht der Académie de Versailles. Auf dem Gebiet der Gemeinde gibt es folgende Schulen: Écoles maternelles Pierre Brosolette, von Champrosay und l'Orme de Mazières, die écoles maternelles Marie Laurencin und Pierre und Marie Curie, die Écoles primaires von Belvédère, im Weiler Mainville, Antoine de Saint-Exupéry, Jules Ferry, Jean Jaurès und im Park de Villiers. An weiterführenden Schulen gibt es dann die Collèges Alphonse Daudet und Eugène Delacroix, dem eine SEGPA angeschlossen ist; des Weiteren gibt es das Lycée Nadar. Hierzu kommen noch die École primaire und das Collège der katholischen Privatschule Notre Dame, die der Diözese untersteht. Die Gemeinde hat mehrere Kinderkrippen: die Crèche familiale, die Krippen L'Île aux Bambins und Pomme de Rainette, die elterngeführte Krippen Tétine und Doudou, Krippen des Bergeries und des Mazières und der „Gelegenheitshort“ von Mazières und Villiers. Außerhalb der Schulperioden werden die Kinder von Schulen aufgenommen, die Ferienlager anbieten: Villiers, des Mazières, Jean Jaurès, Brossollette, Belvédère, Champrosay, Jules Ferry, Mainville, Saint-Exupériy und Pierre und Marie Curie. In den Schulen sind die beiden französischen Elternbeiratsverbände vertreten. In Draveil gibt es ein Informationszentrum für Jugendliche (CIO).

### Gesundheitswesen
In Draveil gibt es zwei Krankenhäuser: Das (Hôpital Joffre-Dupuytren), das zu der Gruppe Pariser Krankenhäuser und gleichzeitig zu der Gruppe Süd der Universitätskliniken Hôpital Henri Mondor und Hôpital Henri Mondor in Créteil, Hôpital Georges Clemenceau in Champcueil, Hôpital Émile-Roux in Limeil-Brévannes und der Krankenhausgruppe Les Cheminots, die sich auf dem Gebiet der Reha spezialisiert haben. Draveil hat fünf Altenheime: Résidence du Clos Fleuri und la résidence Calme Retraite Confort und les foyers logements in Mainville, im Park et vom Port aux Dames. Personen mit Handicap steht das Institut médico-pédagogique Marie-Auxiliatrice und ein Institut médico-éducatif zur Verfügung. Zwei Zentren zum Schutz von Mutter und Kind sind im Stadtzentrum und in der Bergeries eingerichtet worden. In der Stadt gibt es 34 Ärzte, 14 Zahnärzte und 11 Apotheken.

### Öffentliche Dienstleister
Neben den städtischen Dienstleistungsbetrieben gibt es noch folgende Dienstleistungszentren: 10 Poststellen: in der Stadtmitte, im Mazières, im Mousseaux, in Champrosay, im Bergeries und in Mainville; ein Gesundheitszentrum (Sécurité sociale) und zwei Filialen der Familienkasse im Mazières und im Bergeries; eine Filiale der Krankenversicherung; ein Finanzamt. Für die öffentliche Sicherheit sorgen ein Polizeibüro und die Feuerwehr. Für das Rechtswesen sind 2 Notariate, 2 Rechtsanwaltsbüros und ein Huissier de justice (entspricht etwa dem Gerichtsvollzieher). Für das Gerichtswesen gibt es das Amtsgericht in Juvisy-sur-Orge, die Tribunaux de grande Instance, Gerichte für Wirtschaftssachen und für Schiedsverfahren in Évry und das Appellationsgericht in Paris.

### Städtepartnerschaften
Draveil ist durch Städtepartnerschaften verbunden mit Oberkirch in Baden-Württemberg seit 1971, seit 1990 mit Esmoriz in Portugal und Hove in Großbritannien und seit 1995 mit Păltinoasa Rumänien und Sandaré in Mali.

## Alltag in Draveil

### Kultur

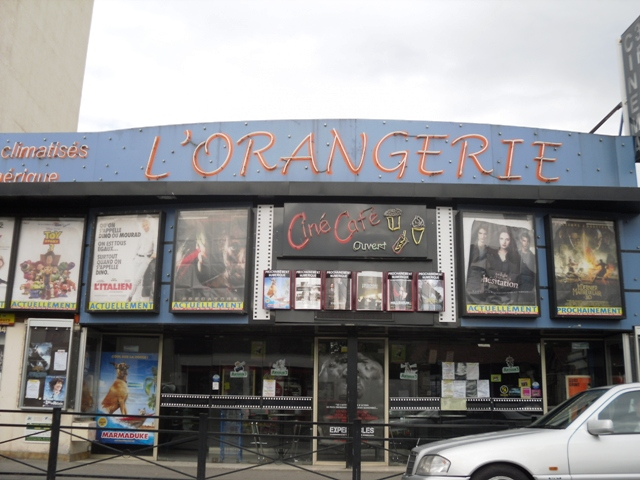
Kino L’Orangerie

Draveil verfügt über mehrere Einrichtungen auf kulturellem Sektor:
- Eine Mediathek im Château de Villiers, wo sich auch eine Bibliothek und eine „CDthek“ befindet; ferner gibt es hier ein Musikkonservatorium und die städtische Schule für plastische Kunst.
- Das „Café-Culture“ mit dem Saal „Explor@ateur“ steht für Versammlungen und Ausstellungen zur Verfügung.
- Weitere kulturelle Veranstaltungen finden im Theater Donald Cardwell und im Kinosaal L'Orangerie[A 10][82] statt.

### Sport und Freizeit
Die wichtigsten sportlichen Einrichtungen der Gemeinde sind in der Base régionale de loisirs du Port aux Cerises, die man sich mit der Nachbargemeinde Vigneux-sur-Seine teilt, zusammengefasst. Seit 2010 verwaltet die UCPA auf Grund eines gesonderten Vertrags die Aktivitäten auf der Basis. Hier gibt es eine kleine Wasserfläche, um Wassersportarten wie Kanusport und Segeln zu betreiben, es gibt ein Schwimmbecken, Plätze für Fußball, Tennis, Minigolf, Skating, eine Fitnesshalle, eine Anlage für Baumklettern und eine Anlage für den Pferdesport.

### Religiöse Einrichtungen
Die katholische Gemeinde gehört zur Pfarrei Sénart-Draveil (fr) und zum Bistum Évry-Corbeil-Essonnes. Es gibt zwei Kirchen, die Kirche Saint-Rémi und die Kirche Sainte-Hélène. Die Muslim-Gemeinde verfügt in Draveil über die Moschee En-Nour. Für die Protestanten gibt es die Kirche der Baptistengemeinde und eine weitere Kirche der Fédération des Églises du plein évangile de France.

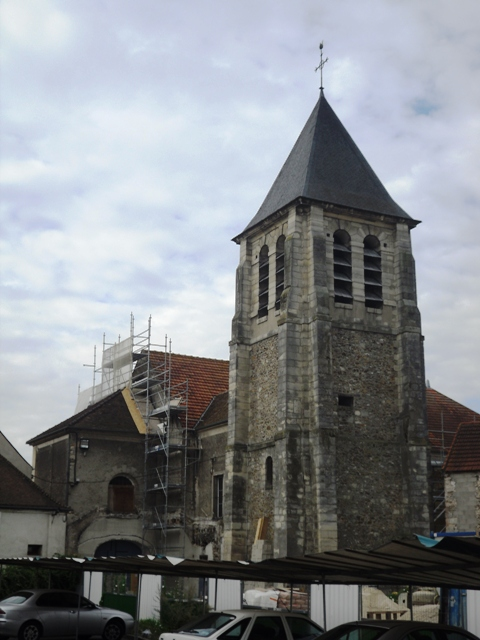
Kirche Saint-Rémi
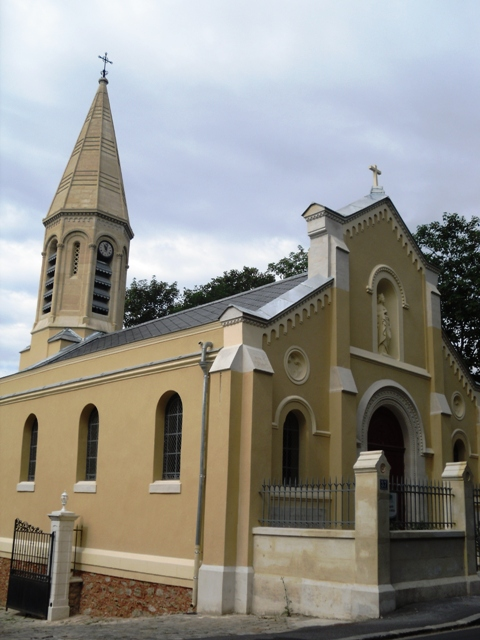
Kapelle Sainte-Hélène
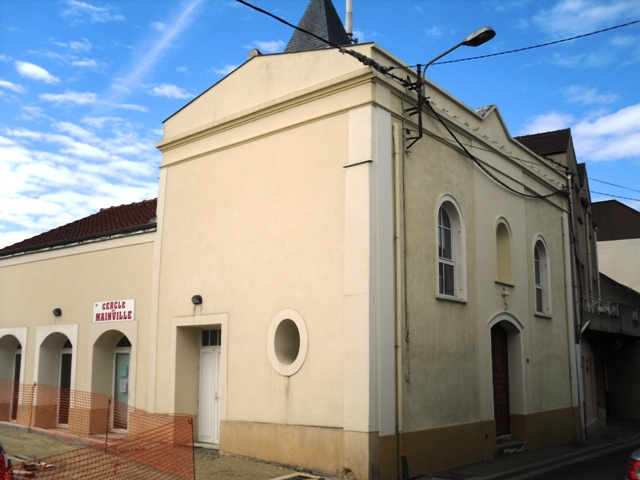
Ehemalige Kapelle Saint-Honoré

### Medien
Die Wochenzeitung Le Républicain (Essonne) verbreitet die lokalen Nachrichten. Draveil hat Sendeplätze in den TV-Kanälen France 3 Paris Île-de-France Centre, IDF1 und Téléssonne.

## Wirtschaft

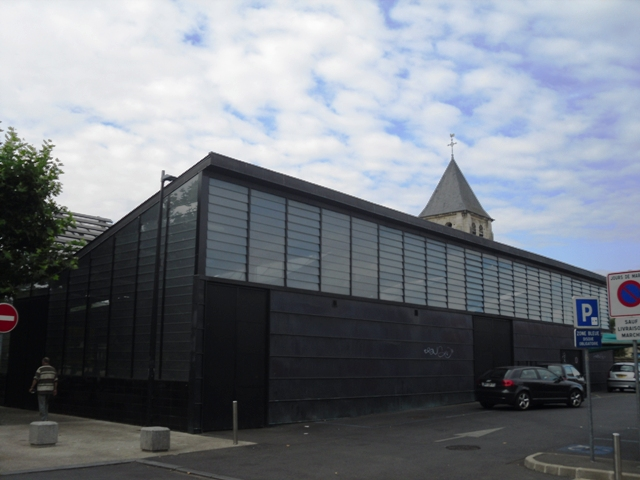
Markthalle im Stadtzentrum

Donnerstags und samstags sind Markttage; der Markt spielt sich rund um die Markthalle im Stadtzentrum ab.
Draveil ist vor allem eine Wohnstadt. Nach Insee gehört sie in der „Abteilung für Arbeit“ zu Orly, wo im Jahr 2006 30 Gemeinden mit zusammen 469.279 Einwohner zusammengefasst waren; Draveil hatte hieran einen Anteil von 6,12 %. In dem genannten Bereich herrschte nur eine Arbeitslosigkeit von 7,2 %, wobei 211.488 Personen erwerbstätig waren. Die Situation in der Gemeinde Draveil selbst ist dabei ähnlich: 8,8 % = 1.128 Arbeitslose. Es muss jedoch berücksichtigt werden, dass auf dem Gebiet der Gemeinde nur 6 498 Arbeitsplätze bestehen, sodass 79,2 % in andere Gemeinden pendeln müssen. Nur in Mainville gibt es ein ausgewiesenes Gewerbegebiet, während die übrigen Arbeitsplätze sich über das gesamte Gebiet verteilen. 2000 gab es noch sechs landwirtschaftliche Betriebe mit einer Fläche von 151 ha und acht Beschäftigten. Ein einziges Hotel verfügte über 32 Zimmer; es gab keinen Campingplatz, obwohl eine große Sport- und Freizeitanlage besteht.

### Beschäftigung, Einkommen, Lebensniveau
Die arbeitende Bevölkerung auf dem Gebiet von Draveil unterscheidet sich sehr vom Rest des Amtsbezirks: Hier gibt es vor allem Kunsthandwerker, Kaufleute und Angestellte, dafür weniger Arbeiter und leitende Angestellte. 2007 waren 80,8 % Beamte oder Festangestellte im öffentlichen Dienst. Im gleichen Jahr belief sich das durchschnittliche Einkommen auf 28,043 €, aber nur 30,4 % davon waren einkommensteuerpflichtig, was 71 % der Gehaltsempfänger entspricht. Im Jahr 2006 betrug das von der INSEE festgestellte durchschnittliche Steuereinkommen (fr) 21,653 €; damit kam die Gemeinde auf Rang 1.605 unter den 30.687 Gemeinden mit mehr als 50 Haushalten und auf Rang 128 im Département. 2/3 der Haushalte waren Eigentümer ihrer Wohnung, davon hatten 52,6 % Einfamilienhäuser und 22,7 % wohnten im sozialen Wohnungsbau.
| Verteilung der Beschäftigung nach Berufszugehörigkeit im Jahr 2006. |                |                                     |                                |                            |                            |                             |
|                                                                     | Landwirtschaft | Handwerker, Kaufleute, Selbständige | Leitende Angest., freie Berufe | vorübergehend Beschäftigte | Angestellte                | Arbeiter                    |
| Draveil                                                             | 0,1 %          | 5,0 %                               | 11,0 %                         | 28,1 %                     | 39,6 %                     | 16,2 %                      |
| Amtsbezirk Orly                                                     | 0,1 %          | 4,6 %                               | 15,2 %                         | 27,8 %                     | 30,3 %                     | 22,1 %                      |
| nationaler Durchschnitt                                             | 2,2 %          | 6,0 %                               | 15,4 %                         | 24,6 %                     | 28,7 %                     | 23,2 %                      |
| Verteilung der Beschäftigung nach Branchen im Jahr 2006.            |                |                                     |                                |                            |                            |                             |
|                                                                     | Landwirtschaft | Industrie                           | Bausektor                      | Handel                     | Dienstleistung Unternehmen | Dienstleistung Privatsektor |
| Draveil                                                             | 0,3 %          | 7,5 %                               | 5,3 %                          | 9,7 %                      | 6,7 %                      | 6,0 %                       |
| Amtsbezirk Orly                                                     | 0,5 %          | 8,1 %                               | 7,2 %                          | 15,0 %                     | 14,3 %                     | 6,3 %                       |
| nationaler Durchschnitt                                             | 3,5 %          | 15,2 %                              | 6,4 %                          | 13,3 %                     | 13,3 %                     | 7,6 %                       |
| Quelle: Insee,                                                      |                |                                     |                                |                            |                            |                             |

## Heimat und Umgebung

### Landschaft

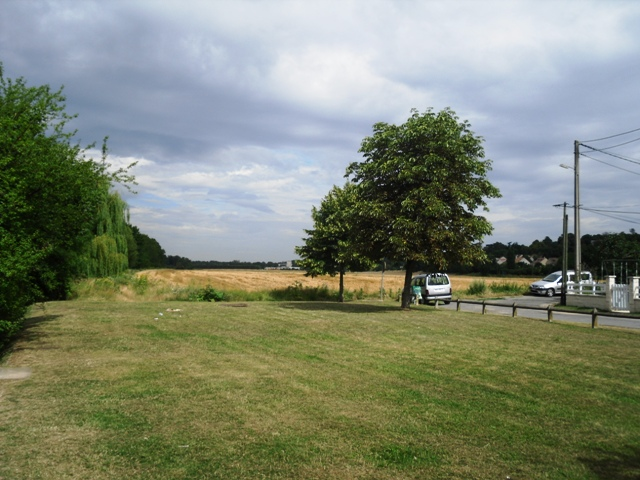
Ebene von Champrosay

Draveil hat den Vorteil einer gut erhaltenen Umgebung mit zwei grünen Lungen: Im Norden die Sport- und Freizeitanlage (Base de plein air et de loisirs du Port-aux-Cerises) auf 136 ha mit Wald und Seen und im Süden den Forêt de Sénart, der 600 ha bedeckt und von vielen Wander- und Waldwegen durchzogen ist. Die Uferlandschaft der Seine und das Gehölz am Château von Champrosay vervollständigt den Grüngürtel. In der Stadtmitte ist es jedermann möglich, einen Spaziergang im Grünen zu machen: Die Parks am Château des Sables, am Château de Villiers und der Privatpark von Paris-Jardin laden hierzu ein. All diese Einrichtungen zusammen haben den Rat von Essonne veranlasst, den Titel Espace naturel sensible (Espace naturel sensible) zu vergeben.

### Bauwerke

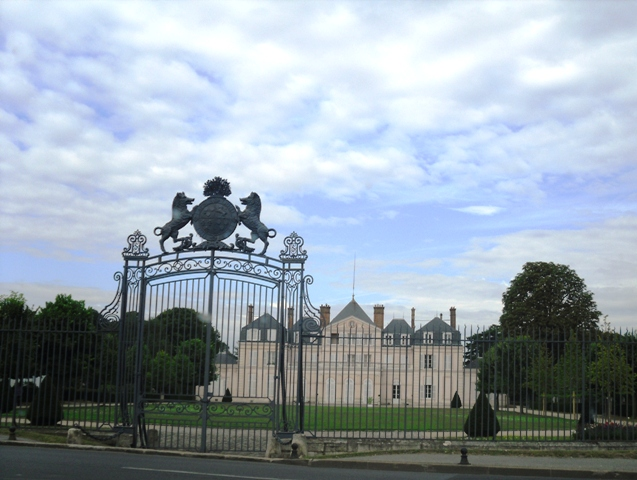
Château de Paris-Jardin (Ostfassade)

Die Ermitage de Notre-Dame de Consolation im Forêt de Sénart, die der Legende nach auf das 12. Jahrhundert zurückgeht und von Ludwig IX gegründet worden sein soll, war die Unterkunft von Nadar. Das Château de Villiers aus dem 18. Jahrhundert, in dem heute das Rathaus untergebracht ist, wurde am 18. Juni 1949 zum geschützten Denkmal erklärt. Es kommen weitere ehemals adelige Häuser hinzu, wie das Château de Paris-Jardins, das das Zentrum für die unterschiedlichsten Veranstaltungen ist, das Château des Bergeries, das heute der Nationalpolizei als Schule dient, das Château von Champrosay, auch bekannt unter dem Namen „Maison du Pont-Chardon“, das Château des Sables und das Château du Gué de la Folie. Bürgerliche Wohnhäuser erinnern daran, dass hier im 19. Jahrhundert die Pariser gerne wohnten: Die Villa Kermina, die Villa Paul Lafargue und von Alphonse Daudet, die Villa Chantemerle und die von Paris-Jardins. Die Kirche Saint-Rémi wurde 1786 erbaut und die Kapelle Sainte-Hélène in Champrosay 1861. Die Markthalle wurde 1934 errichtet.

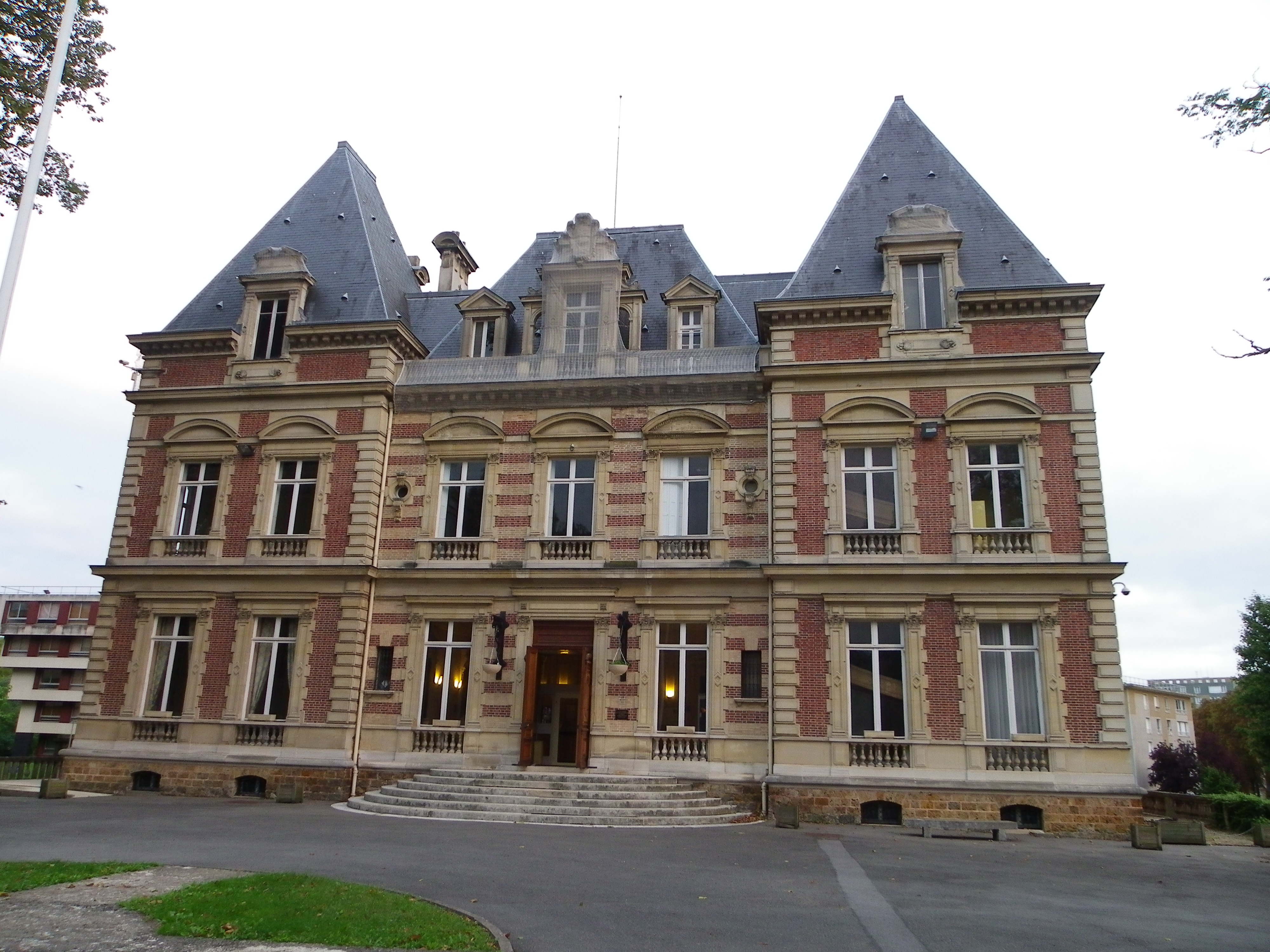
Château des Bergeries
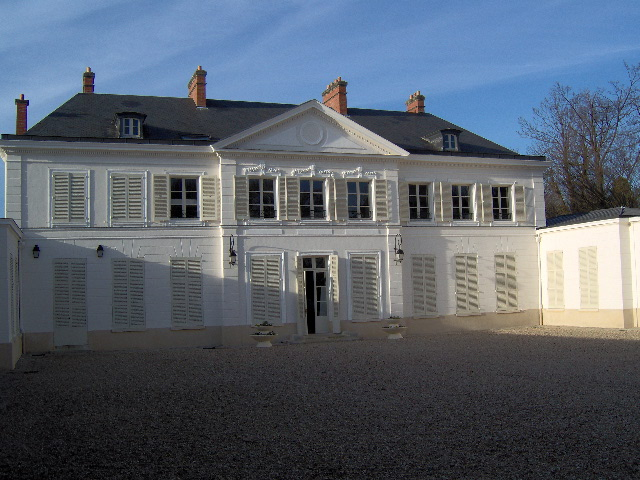
Ostfassade des Château de Villiers
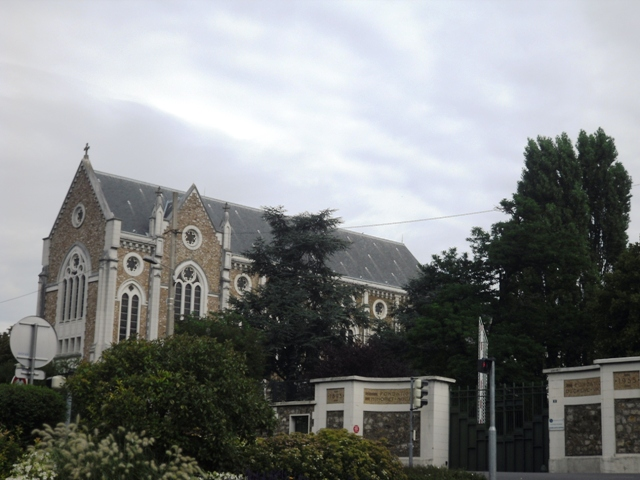
Dormitorium der Institution Marie-Auxiliatrice
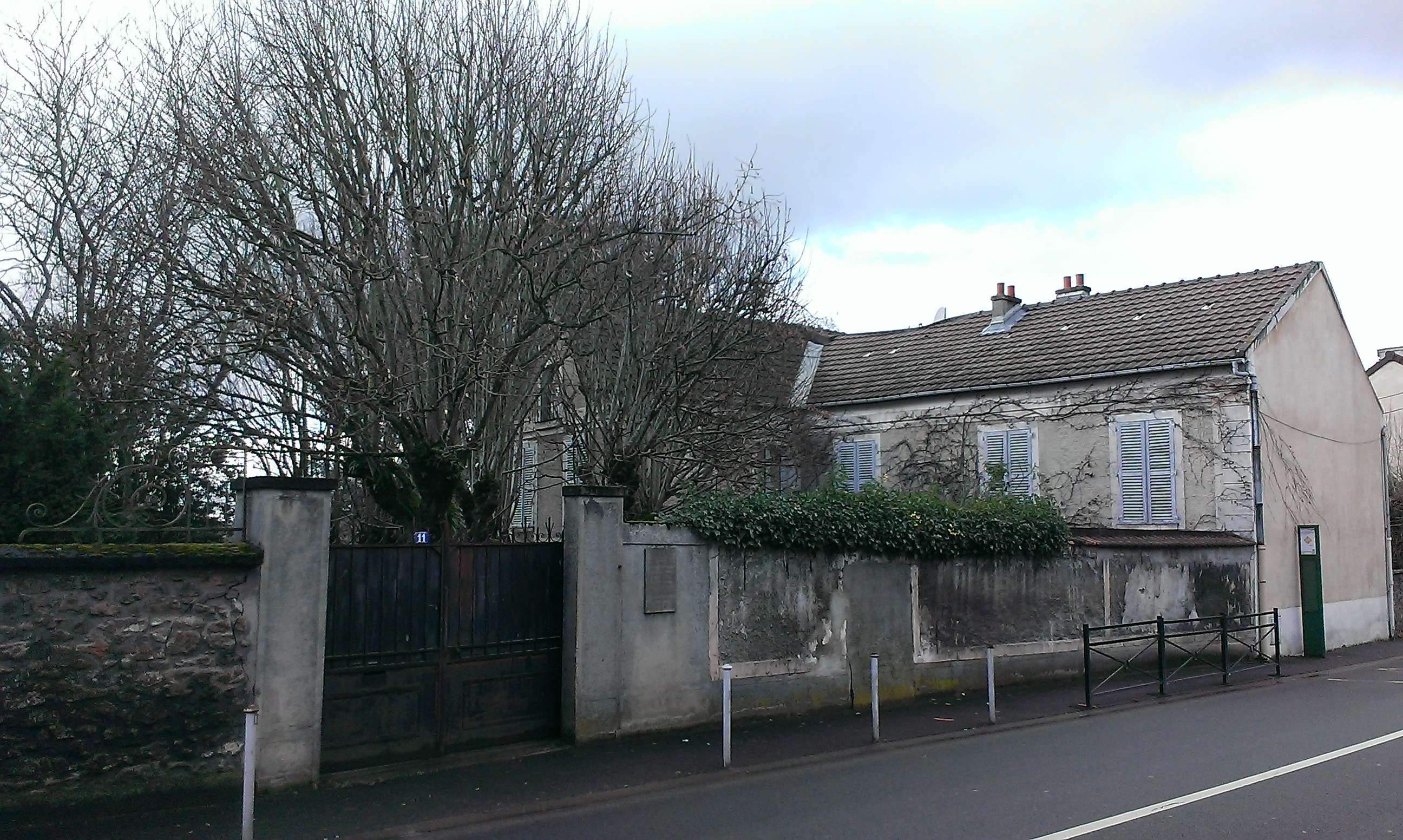
Haus von Eugène Delacroix

### Persönlichkeiten
- Louis Lefèvre de Caumartin (?–1623), Politiker lebte hier.
- Marc Marie Marquis de Bombelles (1744–1822), Diplomat lebte hier.
- Marie-Joseph Motier, Marquis de La Fayette (1757–1834), General und Politiker übernachtete hier.
- François Roch Ledru des Essarts (1770–1844), Soldat lebte und starb hier.
- Charles-Tristan de Montholon (1783–1853), Brigadegeneral des Kaiserreichs und Gefolgsmann von Napoleon Bonaparte auf der Insel Sainte-Hélène heiratete hier.
- Désiré Dalloz (1795–1869), lebte hier.

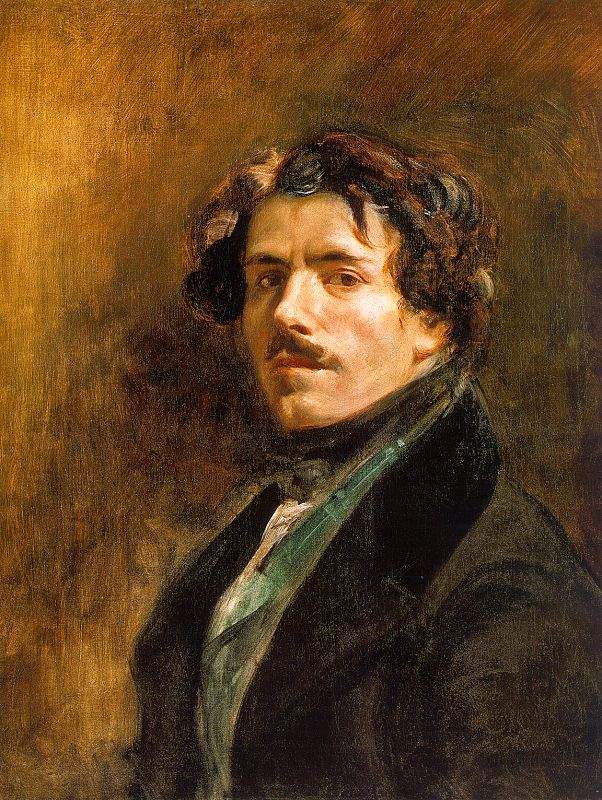
Eugène Delacroix

- Eugène Delacroix (1798–1863), Maler lebte hier.
- Ivan Tourgueniev (1818–1883), russischer Schriftsteller lebte hier.
- Gaspard-Félix Tournachon, dit Nadar (1820–1910), lebte hier.
- Edmond de Goncourt (1822–1896), Schriftsteller lebte hier.
- Charles Euphrasie Kuwasseg (1838–1904), Maler ist hier geboren.
- Alphonse Daudet (1840–1897), Schriftsteller lebte hier.
- Paul Lafargue (1842–1911), Socialiste hat hier mit seiner Frau, Laura Marx (1845–1911), militante Socialistin, 2. Tochter von Karl Marx, Suizid begangen.
- Louis Matha (1861–1930), Anarchiste ist hier gestorben.
- Jules Charles Le Guéry (1875–1937), Gewerkschafter, ist hier gestorben.

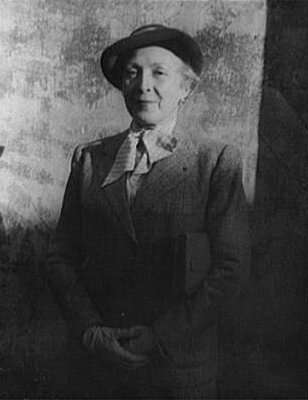
Marie Laurencin

- Marie Laurencin (1883–1956), Malerin, bewohnte 1925 ein Landhaus in Champrosay, rue Alphonse Daudet, in das sie sich an Wochenenden mit ihrem Freund Armand Lowengard zurückzog.
- Nina Myral (1884–1975), Schauspielerin, starb hier.
- Jacques de Féraudy (1886–1971), Schauspieler, Drehbuchautor und Filmregisseur, starb hier.
- Gaston Poulet (1892–1974), Geiger und Dirigent, starb hier.
- Henri Nouvion (1900–1982), Arzt, hatte hier seine Praxis.
- Marie Brudieux (1901–2015), Doyenne der Franzosen, starb hier
- Jean Dunot (1906–1968), Schauspieler, starb hier.
- Edmond Delfour (1907–1990), Fußballspieler, war hier unter Vertrag.
- Édith Ker (1910–1997), Schauspielerin, starb hier.
- Jean Sylvere (1911–1981), Schauspieler, starb hier.
- Joseph Gillain dit Jijé (1914–1980), Dessinateur, lebte hier.
- Émile Genevois (1918–1962), Schauspieler, starb hier.
- Edmond-Henri Zeiger-Viallet (1895–1994), Maler, starb hier.
- Jean Droze (1925–1995), Schauspieler, starb hier.
- Albert Bouvet (1930–2017), Radrennfahrer, lebte hier.
- Donald Cardwell (1935–2004), Dekorateur und Kostümbildner wirkte hier.
- Jean-Jacques Annaud (* 1943), Filmregisseur, lebte hier.
- Georges Tron (* 1957), Politiker, ist hier Bürgermeister.
- Olivier Adam (* 1974), Schriftsteller, wurde hier geboren.
- Laurent D'Olivier (* 1982), Radrennfahrer, lebte hier.
- Mehdi Taouil (* 1983), Fußballspieler, stand hier unter Vertrag.

### Devise
Die offizielle Devise von Draveil heißt auf Latein Inter undas et arbores, was man mir „zwischen Wasser und Bäumen“ übersetzen kann; das entspricht der Lage zwischen Seine und dem Forêt de Sénart.

### Draveil: Kunst und Kultur
Draveil bot für mehrere Kino- und Fernsehfilme den Hintergrund, darunter Marie-Line von Mehdi Charef aus dem Jahr 1999 und der Krimi Les Cordier, juge et flic von Alain Page von 2004.

### Meteorit
Am 13. Juli 2011 fiel in der Gegend von Draveil ein Steinmeteorit zur Erde. In den folgenden Tagen wurden sechs Meteoriten-Fragmente mit einem Gesamtgewicht von 7,5 Kilogramm gefunden. Zwei dieser Fragmente beschädigten Hausdächer, ein drittes traf ein Auto.